# Islandiana
Genre
Synonymes
- Aduva Bishop & Crosby, 1936

Islandiana est un genre d'araignées aranéomorphes de la famille des Linyphiidae.

## Distribution
Les espèces de ce genre se rencontrent en zone holarctique.

## Liste des espèces
Selon World Spider Catalog (version 19.0, 13/06/2018) :
- Islandiana cavealis Ivie, 1965
- Islandiana coconino Ivie, 1965
- Islandiana cristata Eskov, 1987
- Islandiana falsifica (Keyserling, 1886)
- Islandiana flaveola (Banks, 1892)
- Islandiana flavoides Ivie, 1965
- Islandiana holmi Ivie, 1965
- Islandiana lasalana (Chamberlin & Ivie, 1935)
- Islandiana lewisi Milne & Wells, 2018
- Islandiana longisetosa (Emerton, 1882)
- Islandiana mimbres Ivie, 1965
- Islandiana muma Ivie, 1965
- Islandiana princeps Braendegaard, 1932
- Islandiana speophila Ivie, 1965
- Islandiana unicornis Ivie, 1965

## Publication originale
- Brændegaard, 1932 : Araneae. Isländische Spinnentiere. Göteborgs Kungliga Vetenskaps- och Vitterhetssamhälles Handlingar, sér. 5B, vol. 2, no 7, p. 8-36.